# Півіхай
Півіхай (ісп. Pivijay) — місто та муніципалітет на півночі Колумбії, на території департаменту Маґдалена.

## Історія
Поселення, з якого пізніше виросло місто було засноване в 1774 році. Муніципалітет Півіхай був виділений в окрему адміністративну одиницю в 1912 році.

## Географія

Муніципалітет Півіхай

Місто розташоване в північно-західній частині департаменту, на схід від річки Магдалена, на відстані приблизно 94 кілометрів на північний захід від Санта-Марти, адміністративного центру департаменту Маґдалена. Абсолютна висота — 5 метрів над рівнем моря.
Муніципалітет Півіхай межує на північному заході з територією муніципалітету Ремоліно, на заході — з муніципалітетом Саламіна, на південному заході — з муніципалітетом Ель-Піньйон, на півдні — з муніципалітетами Чиболо і Сабанас-де-Сан-Анґель, на сході — з муніципалітетами Альґарробо і Фундасіон, на північному сході — з муніципалітетом Ель-Ретен. Площа муніципалітету складає 2147 км².

## Населення
За даними Національного адміністративного департаменту статистики Колумбії, сукупна чисельність населення міста та муніципалітету в 2015 році становила 33 924 осіб.
Динаміка чисельності населення муніципалітету за роками:
| 2005   | 2006   | 2007   | 2008   | 2009   | 2010   | 2011   | 2012   | 2013   | 2014   |
| ------ | ------ | ------ | ------ | ------ | ------ | ------ | ------ | ------ | ------ |
| 36 018 | 35 789 | 35 553 | 35 331 | 35 117 | 34 910 | 34 707 | 34 501 | 34 313 | 34 114 |

Згідно з даними перепису 2005 року чоловіки становили 52,3 % від населення Півіхаю, жінки — відповідно 47,7 %. У расовому відношенні білі і метиси становили 99,4 % від населення міста; негри, мулати і райсальці — 0,6 %.
Рівень грамотності серед всього населення становив 75,8 %.

## Економіка
Основу економіки Півіхаю складає сільськогосподарське виробництво.
56,2 % від загального числа міських і муніципальних підприємств складають підприємства торговельної сфери, 26,4 % — підприємства сфери обслуговування, 15,5 % — промислові підприємства, 1,9 % — підприємства інших галузей економіки.